# Abdullah bin Abdul Kadir

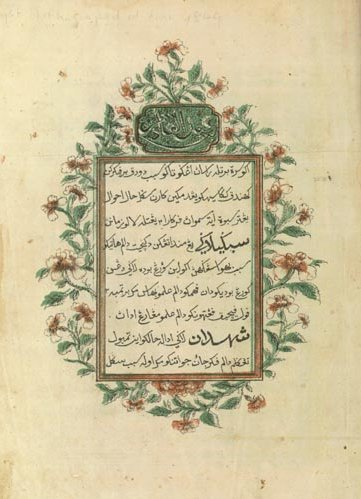
Hikayat Abdullah 1849.

Munshi Abdullah Bin Abdul Kadir (Malaca, Malasia, 1796-Yeda, Arabia Saudí, 1854) fue un escritor malasio de ascendencia india.
Ardiente crítico de la política de Kerajaan, Munshi Abdullah siguió los pasos de su padre y se hizo traductor y profesor de las colonias oficiales en el Archipiélago Malayo, sobre todo en la británicas y las holandesas. Munshi, significa maestro y traductor.
Munshi Abdullah argumentaba que el sistema de Kerajaan era perjudicial para el ciudadano malayo e impedía el progreso de la nación. Al rajá malayo lo tomaba por un hombre egoísta que trataba a las personas más como animales que como seres humanos, ya que, entre otras cosas, no se permitía la educación del pueblo y así se conseguía que no tuviera iniciativa a la hora de cuestionar a la justicia o intentar mejorar su situación.
Aunque en cierto modo exageraba, sus argumentaciones no carecían de base.
- Datos: Q317767
- Multimedia: Abdullah bin Abdulkadir Munsyi / Q317767